# Ten Toes Down
Ten Toes Down – ósmy studyjny album amerykańskiego duetu hip-hopowego 8Ball & MJG. Został wydany 4 maja, 2010 roku nakładem wytwórni Bad Boy South i Grand Hustle. Album w pierwszym tygodniu sprzedał się w ilości 16.000 egzemplarzy, debiutując na 36. miejscu notowania Billboard 200. W Stanach Zjednoczonych do 16 maja, 2010 roku sprzedano 23.000 egzemplarzy.

## Lista utworów
1. "It’s Going Down" (Produced by Drumma Boy) – 4:55
2. "Bring It Back" (featuring Young Dro) (Produced by Nitti) – 3:57
3. "I Don’t Give a Fuck" (featuring Bun B) (Produced David Banner) – 4:36
4. "Ten Toes Down" (featuring Lil Boosie) (Produced by Drumma Boy) – 4:45
5. "Fuck U Mean" (featuring Soulja Boy Tell ’Em) (Produced by B-Don, SuperCed) – 4:22
6. "We Come From" (featuring David Banner) (Produced by Midnight Black) – 4:43
7. "She’s So Fine" (Produced by Swizzo) – 4:22
8. "Grinding" (featuring Ricco Barrino) (Produced by Nard & B) – 4:18
9. "Spotlight" (featuring Ricco Barrino) (Produced by Shamann Raz Tha Beat Billionaire) – 3:34
10. "Right Now" (Produced by Mo B. Dick) – 6:29
11. "What They Do" (featuring T.I.) (Produced by Lil' C & 1500 Or Nothin') – 4:43
12. "Billy (Truth Be Told)" (Produced by Nard & B) – 3:24
13. "Life Goes On" (featuring Slim Thug) (Produced Drumma Boy) – 5:22
14. "Still Will Remain" (Produced by Drumma Boy) – 4:36

## Notowania
| Notowanie (2008)                      | Pozycja |
| ------------------------------------- | ------- |
| U.S. Billboard 200                    | 36      |
| U.S. Billboard Top R&B/Hip-Hop Albums | 6       |
| U.S. Billboard Top Rap Albums         | 3       |